# Morita Tatsuya
Tatsuya Morita (守田 達弥 Morita Tatsuya, sinh ngày 3 tháng 8 năm 1990 ở Wakaba-ku, Chiba) là một cầu thủ bóng đá người Nhật Bản thi đấu ở vị trí thủ môn cho Matsumoto Yamaga FC ở J2 League.

## Sự nghiệp câu lạc bộ
Morita lớn lên ở Chiba và bắt đầu sự nghiệp bóng đá với Kyoto Sanga ở J. League năm 2009. Anh có màn ra mắt ngày 11 tháng 9 năm 2010, trong chiến thắng 3–0 trước Vissel Kobe.
Morita gia nhập Kataller Toyama vào tháng 6 năm 2012 theo hợp đồng cho mượn dài hạn. Anh ra mắt trong thất bại 2–0 trước Roasso Kumamoto tại Sân vận động Điền kinh Toyama ngày 24 tháng 6 năm 2012.
Anh gia nhập Albirex Niigata vào tháng 12 năm 2013, sau khi câu lạc bộ bán Masaaki Higashiguchi cho Gamba Osaka.

## Sự nghiệp quốc tế
Ngày 7 tháng 1 năm 2011, Morita có tên trong đội hình U-22 Nhật Bản tham gia du đấu Trung Đông. Anh có màn ra mắt cho the đội tuyển U-22 Nhật Bản ngày 10 tháng 2 năm 2011 trước đội tuyển quốc gia Kuwait.

## Thống kê
Cập nhật đến ngày 23 tháng 2 năm 2018.
| Câu lạc bộ          | Mùa giải            | Giải vô địch | Giải vô địch | Cúp Hoàng đế Nhật Bản | Cúp Hoàng đế Nhật Bản | J. League Cup | J. League Cup | Tổng    | Tổng      |
| Câu lạc bộ          | Mùa giải            | Số trận      | Bàn thắng    | Số trận               | Bàn thắng             | Số trận       | Bàn thắng     | Số trận | Bàn thắng |
| ------------------- | ------------------- | ------------ | ------------ | --------------------- | --------------------- | ------------- | ------------- | ------- | --------- |
| Kyoto Sanga         | 2009                | 0            | 0            | 0                     | 0                     | 0             | 0             | 0       | 0         |
| Kyoto Sanga         | 2010                | 13           | 0            | 1                     | 0                     | 0             | 0             | 14      | 0         |
| Kyoto Sanga         | 2011                | 0            | 0            | 0                     | 0                     | -             | -             | 0       | 0         |
| Kataller Toyama     | 2012                | 22           | 0            | 1                     | 0                     | -             | -             | 23      | 0         |
| Kataller Toyama     | 2013                | 39           | 0            | 1                     | 0                     | -             | -             | 40      | 0         |
| Albirex Niigata     | 2014                | 34           | 0            | 2                     | 0                     | 6             | 0             | 42      | 0         |
| Albirex Niigata     | 2015                | 32           | 0            | 0                     | 0                     | 10            | 0             | 42      | 0         |
| Albirex Niigata     | 2016                | 30           | 0            | 2                     | 0                     | 1             | 0             | 33      | 0         |
| Albirex Niigata     | 2017                | 10           | 0            | 1                     | 0                     | 4             | 0             | 15      | 0         |
| Tổng cộng sự nghiệp | Tổng cộng sự nghiệp | 180          | 0            | 8                     | 0                     | 21            | 0             | 209     | 0         |